# Filodrillia vitrea
Filodrillia vitrea é uma espécie de gastrópode do gênero Filodrillia, pertencente à família Borsoniidae.